# Thierry Destrez
 (décembre 2011).
Si vous disposez d'ouvrages ou d'articles de référence ou si vous connaissez des sites web de qualité traitant du thème abordé ici, merci de compléter l'article en donnant les références utiles à sa vérifiabilité et en les liant à la section « Notes et références ».
Thierry Destrez, né le 6 septembre 1942 à Casablanca (Protectorat français au Maroc) - mort le 21 décembre 2009 dans le 20ème arrondissement de Paris, est un comédien français, metteur en scène et directeur de théâtre, directeur de la communication en entreprise, puis directeur d'un cabinet de formation à la communication orale et management. 

## Biographie
Il débute avec Jean Chevrin au conservatoire de Rouen à la même époque que Anny Duperey et Patrick Chesnais. 
Il intègre ensuite le Conservatoire National Supérieur d'Art Dramatique de Paris puis la Comédie-Française où il joue avec les meilleurs comédiens de l'époque.
En 1992, il crée et anime Avant Scène Conseil, un cabinet de Formation et accompagnement individuel en communication axé sur la prise de parole en public. Il est également l'auteur de deux ouvrages sur les techniques de la prise de parole en public, 33 astuces pour bien parler en public et Demain, je parle en public publiés chez Dunod qui font toujours référence auprès des élèves orateurs [réf. nécessaire].

## Représentations à la Comédie Française
1967
- L'Étourdi de Molière, mise en scène de Jean-Paul Roussillon

1968
- L'Avare de Molière, mise en scène de Jacques Mauclair
- Le Joueur de Jean-François Regnard, mise en scène de Jean Piat
- Un client sérieux de Georges Courteline, mise en scène de Georges Chamarat
- La Critique de l'École des femmes de Molière, mise en scène de Jean Meyer
- Le Cid de Pierre Corneille, mise en scène de Paul-Émile Deiber
- Le Bourgeois gentilhomme de Molière, mise en scène de Jean Meyer
- Le Misanthrope de Molière, mise en scène de Jacques Charon
- Un fil à la patte de Georges Feydeau, mise en scène de Jacques Charon

1969
- Le Bourgeois gentilhomme de Molière, mise en scène de Jean Meyer

1970
- Cyrano de Bergerac d'Edmond Rostand, mise en scène de Jacques Charon
- Un fil à la patte de Georges Feydeau, mise en scène de Jacques Charon

1973
- L'Avare de Molière, mise en scène de Jean-Paul Roussillon

## Liste non exhaustive en tant que comédien ou metteur en scène
1967
- Allergie de Cecil Taylor, mise en scène de Jacques Clancy au Théâtre du Tertre

1971
- L’Azote de René de Obaldia, mise en scène de Thierry Destrez au Théâtre de Louveciennes
- Poivre de Cayenne de René de Obaldia, mise en scène Thierry Destrez,  Théâtre de Louveciennes

1974
- En attendant Godot de Samuel Beckett, mise en scène de Thierry Destrez, Théâtre Plaisance

1978
- Carte blanche, Théâtre des Arches de Louveciennes

1979
- Monsieur de Pourceaugnac de Molière, Théâtre des Arches de Louveciennes, mise en scène de Thierry Destrez

1980
- Le théâtre drolatique de Jean Tardieu, Théâtre des Arches de Louveciennes, mise en scène Thierry Destrez
- Oswald et Zenaide
- Le guichet
- Monsieur Moi
- Un mot pour un autre

1983
- La rose et l'anneau de William Thackeray, Espace Duchamp-Villon au cours du : 10e Festival d’Été de Seine Maritime, Rouen

1984
- Le porte-manteau de Jacques Hols, Espace Duchamp-Villon, Théâtre du Quadrant, Rouen, mise en scène de Thierry Destrez
- Reprise, Le porte-manteau, mise en scène de Thierry Destrez, Marly-le-Roi, Maison Jean-Vilar

1987
- Château de Berg, Hiver 20 d'après Rainer Maria Rilke, création le 24 octobre 1987 au moulin d'Andé

## Théâtre
- Au théâtre ce soir[Quand ?]
- Un fil à la patte de Georges Feydeau, (Éditions Montparnasse)[Quand ?]

## Médias littéraires
- Vous avez dit écrire...
- 24 voix du XXe siècle (enregistrement magnétique) aux éditions Didakhe) avec notamment les intervenants Jean Chevrin et Christiane Rorato.